# Sierra Leone Government Railway
 (février 2025).
 (juin 2024).
La mise en forme du texte ne suit pas les recommandations de Wikipédia : il faut le « wikifier ».
Les points d'amélioration suivants sont les cas les plus fréquents. Le détail des points à revoir est peut-être précisé sur la page de discussion.
- Les titres sont pré-formatés par le logiciel. Ils ne sont ni en capitales, ni en gras.
- Le texte ne doit pas être écrit en capitales (les noms de famille non plus), ni en gras, ni en italique, ni en « petit »…
- Le gras n'est utilisé que pour surligner le titre de l'article dans l'introduction, une seule fois.
- L'italique est rarement utilisé : mots en langue étrangère, titres d'œuvres, noms de bateaux, etc.
- Les citations ne sont pas en italique mais en corps de texte normal. Elles sont entourées par des guillemets français : « et ».
- Les listes à puces sont à éviter, des paragraphes rédigés étant largement préférés. Les tableaux sont à réserver à la présentation de données structurées (résultats, etc.).
- Les appels de note de bas de page (petits chiffres en exposant, introduits par l'outil «  Source ») sont à placer entre la fin de phrase et le point final[comme ça].
- Les liens internes (vers d'autres articles de Wikipédia) sont à choisir avec parcimonie. Créez des liens vers des articles approfondissant le sujet. Les termes génériques sans rapport avec le sujet sont à éviter, ainsi que les répétitions de liens vers un même terme.
- Les liens externes sont à placer uniquement dans une section « Liens externes », à la fin de l'article. Ces liens sont à choisir avec parcimonie suivant les règles définies. Si un lien sert de source à l'article, son insertion dans le texte est à faire par les notes de bas de page.
- La présentation des références doit suivre les conventions bibliographiques. Il est recommandé d'utiliser les modèles {{Ouvrage}}, {{Chapitre}}, {{Article}}, {{Lien web}} et/ou {{Bibliographie}}. Le mode d'édition visuel peut mettre en forme automatiquement les références.
- Insérer une infobox (cadre d'informations à droite) n'est pas obligatoire pour parachever la mise en page.

Pour une aide détaillée, merci de consulter Aide:Wikification.
Si vous pensez que ces points ont été résolus, vous pouvez retirer ce bandeau et améliorer la mise en forme d'un autre article.
Cet article fait partie de la série Histoire du transport ferroviaire par pays

Réseau ferroviaire du Sierra Leone

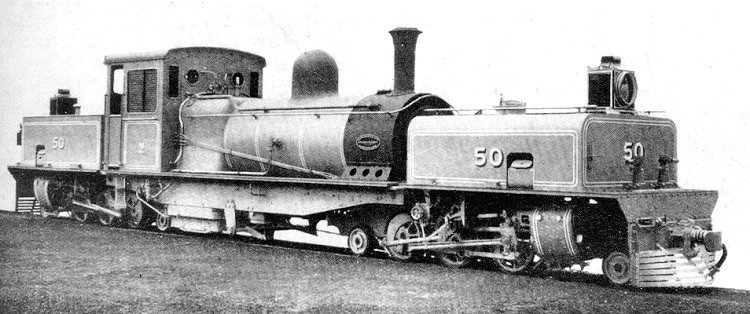
Beyer, Peacock & Company travaille photo de la locomotive SLGR Garratt no. 50, prise en 1926.

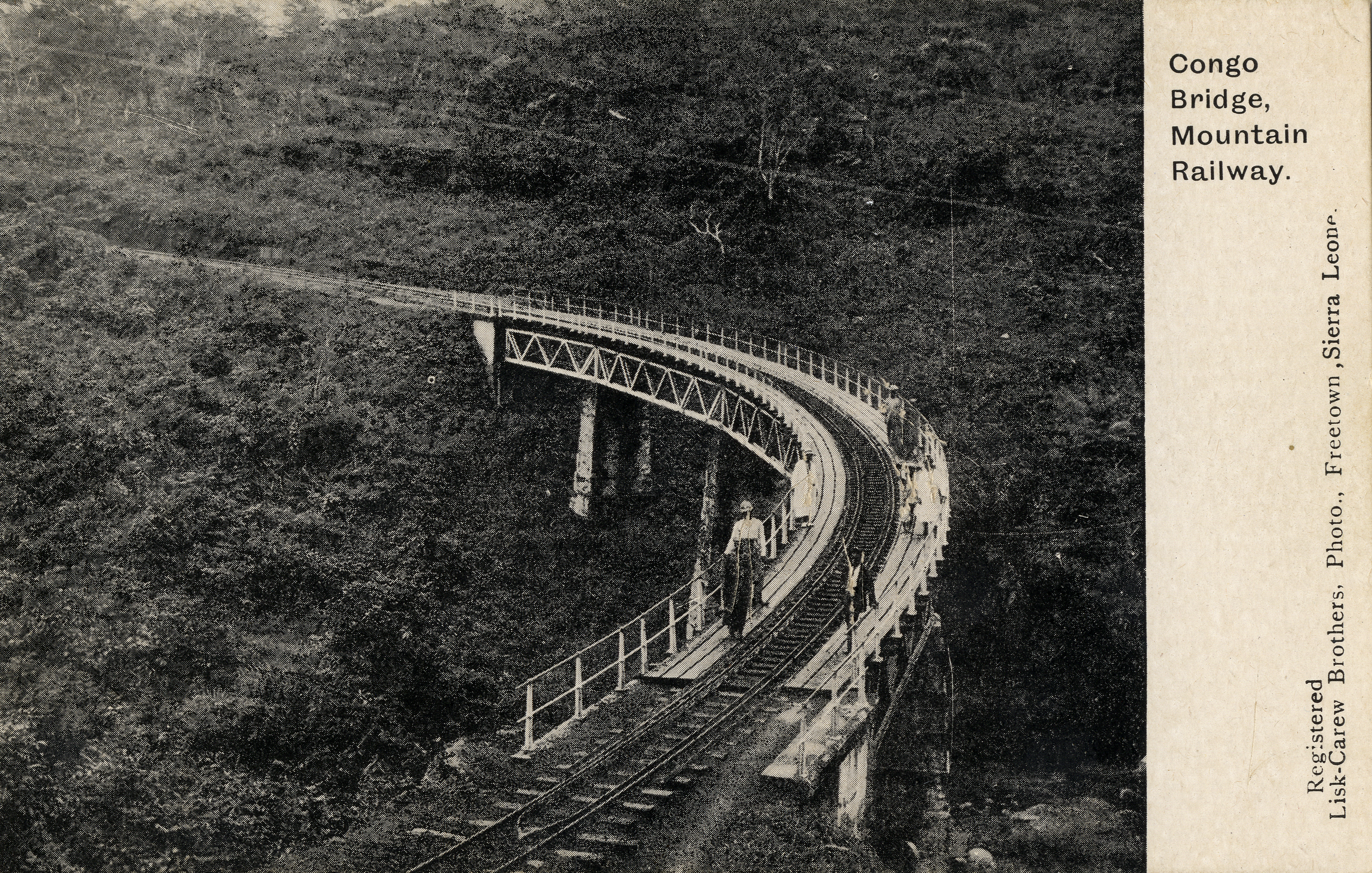
Frères Lisk-Carew : Pont du Congo (ville), chemin de fer de montagne, Sierra Leone, années 1910.

Le chemin de fer du gouvernement de la Sierra Leone opéra en Sierra Leone de 1897 jusqu'en 1974. Ce système ferroviaire national se distinguait par l'utilisation exclusive d'une voie étroite de 726 mm, une caractéristique singulière à l'échelle internationale où cette largeur de voie était généralement réservée aux chemins de fer locaux.

## Histoire

### Les débuts
Un certain nombre de premières propositions de chemins de fer dans la colonie britannique de Sierra Leone remontent à 1872, incluant notamment un projet de chemin de fer transsaharien, qui n'ont abouti à aucun résultat concret. Finalement, en 1893, une proposition soutenue financièrement par la Chambre de commerce de Liverpool fut approuvée, marquant le début des travaux d'arpentage. Les équipes chargées de cette enquête se heurtèrent à de multiples difficultés, en particulier des problèmes sanitaires, qui retardèrent considérablement l'avancement des travaux.

### Ouverture
La construction débuta à Freetown en 1896, et le premier segment de voie ferrée fut inauguré jusqu'à Wellington (7 milles) en mars 1897. Les extensions suivantes furent réalisées selon le calendrier suivant :
- Waterloo, avril 1898
- Songo (51,5 km) 1899
- Rotifunk (90,1 km) 1900
- Bo (165,8 km) 1903
- Baïima (354 km) 1905
- Pendembu (366 km) 1907

### Branches
D'autres voies ferrées furent également édifiées. Une courte branche d'une longueur de 8,851392 km fut construite en 1903, s'étendant de Freetown à Hill Station, culminant à 228 m au-dessus du niveau de la mer. L'ingénieur résident intérimaire en août 1903 fut James William Turner. Cette ligne permettait aux Européens de résider dans les hauteurs salubres au-dessus de Freetown. Toutefois, face à la concurrence croissante des automobiles, elle fut fermée en 1929.
Une branche significative fut édifiée de Bauya Junction à Makeni, s'étendant sur 135,2 km en 1914. Ultérieurement prolongée jusqu'à Kambai, couvrant alors 167,4 km, elle fut cependant ramenée à Makeni en 1930. À cette époque, la distance totale parcourue atteignait 500,505984 km.

### Grève de 1926
En 1926, les cheminots déclenchèrent une grève en signe de protestation contre les conditions discriminatoires imposées aux employés noirs qui revendiquaient des augmentations salariales. Ce mouvement social perdura six semaines mais se solda par un échec, malgré le soutien des membres de l'élite noire. Les grévistes furent contraints d'accepter des réductions de salaire et des heures supplémentaires en guise de sanction.

### Seconde Guerre mondiale
Pendant la Seconde Guerre mondiale, les chemins de fer ont acquis une importance croissante. En plus de leur rôle crucial dans le transport des ressources minérales depuis l'intérieur des terres vers les ports, le réseau ferroviaire a également joué un rôle stratégique essentiel dans le soutien aux opérations militaires en Afrique du Nord. Des chasseurs, acheminés par train jusqu'au point terminal, étaient montés et acheminés par avion jusqu'en Égypte pour renforcer les forces combattantes.

### Renouvellement
Dans les années 1950, le matériel ferroviaire de la Sierra Leone subit une modernisation majeure avec l'introduction de locomotives diesel et l'acquisition de quelque 155 nouveaux wagons de marchandises. Cette décennie vit également une augmentation notable du trafic tant marchand que passager. En 1961, la Sierra Leone accéda à l'indépendance et, à cette occasion historique, le Royaume-Uni fit don de 45 nouveaux autocars destinés au transport des passagers.

### Fermeture
Dans les années 1960, l'accroissement du trafic routier et les ajustements des politiques gouvernementales ont profondément influencé l'évolution du réseau ferroviaire. Cette période a été marquée par une diminution progressive du trafic ferroviaire, entraînant diverses propositions pour réorienter son avenir. Parmi celles-ci figuraient la création d'une nouvelle branche destinée à desservir une mine de bauxite ainsi que l'envisagement d'une conversion vers un gabarit plus large.
Cependant, les recommandations d'un rapport du Fonds spécial des Nations Unies ont préconisé la clôture du réseau. Cette recommandation a été adoptée, ce qui a conduit à la fermeture de plusieurs sections du chemin de fer à partir de la fin des années 1960. La succursale de Makeni a été la première à être fermée en 1968, suivie par la section Kenema-Pendembu en 1971. D'autres fermetures ont suivi jusqu'à ce que la ligne n'atteigne plus que Bo en 1973. Finalement, le réseau ferroviaire a cessé toute activité en 1974. 

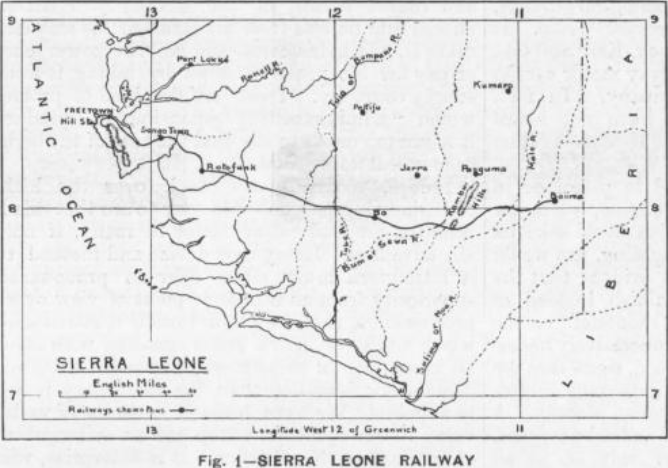
Carte du chemin de fer de la Sierra Leone

## Locomotives

### Vapeur
Les premières locomotives livrées au chemin de fer furent deux exemplaires 0-6-0T fabriqués par la Hunslet Engine Company et fournies en 1897. Ces premières machines furent rapidement suivies par une version Prairie également conçue par Hunslet, qui se révéla être un succès durable ; un nombre significatif d'unités fut construit entre 1898 et 1920. Cette conception spécifique continua à être produite tout au long de l'ère de la vapeur, les deux dernières exemplaires étant achevées en 1954. Des éléments caractéristiques de cette conception furent incorporés dans la construction d'une locomotive destinée au Welsh Highland Railway, connue sous le nom de Russell.
Cinq locomotives de type 2-8-2T fabriquées par Hunslet furent livrées en 1906, suivies de deux locomotives à tender 4-8-0 de Nasmyth, Wilson and Company en 1910. D'autres locomotives de type 4-8-0 furent construites par la North-British Locomotive Company et la Hawthorn Leslie & Company, portant leur nombre total à 17 en 1921. L'introduction en 1926 des locomotives Garratt de type 2-6-2+2-6-2 par Beyer-Peacock & Company a supplanté la configuration à double traction constituée d'une locomotive 2-6-2T et d'une 4-8-0. Les locomotives de type 2-8-2T se sont avérées peu adaptées et toutes furent retirées du service au milieu des années 1920.
La Seconde Guerre mondiale imposa d'importantes contraintes au réseau ferroviaire, mettant en lumière son rôle essentiel à travers l'introduction de nouvelles locomotives significatives. En 1942, six nouvelles locomotives Garratt furent livrées, tandis que WG Bagnall et Andrew Barclay Sons & Co. construisirent 20 locomotives 4-8-0. De plus, six locomotives 2-8-0, fabriquées en Suisse, furent importées des chemins de fer de l'Inde du Sud. Pour accroître encore la capacité, cinq Garratts 2-6-2+2-6-2 initiaux furent convertis en configuration 2-8-0+0-8-2, améliorant ainsi l'adhérence. Cette expérience avec les Garratts modifiés influença la conception finale des locomotives à vapeur acquises par le chemin de fer.
En 1956, le réseau acquit 14 Garratts modernes 4-8-2+2-8-4 auprès de Beyer-Peacock & Company. Ces locomotives permirent d'augmenter la charge maximale transportée sur les pentes à 1:50 de 200 tonnes à 270 tonnes.

### Diesel
Pendant ce temps, le chemin de fer avait opté pour la locomotive diesel. Les premières acquisitions datent de 1954, composées de trois locomotives 0-8-0 de 145 CV et pesant 20 tonnes, construites par Hudswell Clarke principalement pour les manœuvres. Elles furent suivies par cinq autres en 1960. Une classe de locomotives diesel plus puissantes fut ensuite fournie par le même fabricant entre 1958 et 1961. Cette série comprenait 24 locomotives Mikado de 225 CV et pesant 29 tonnes, destinées à être utilisées sur la ligne principale.
Ces locomotives connurent un succès modéré, améliorant la vitesse des opérations et réduisant les coûts, bien qu'elles ne fussent pas exemptes de problèmes. Les batteries fournies étaient insuffisantes pour démarrer les moteurs, nécessitant qu'une camionnette équipée de batteries supplémentaires les accompagne en tant qu'annexe. Malgré ces défis, le chemin de fer éprouva des difficultés dans l'entretien des locomotives diesel, ce qui maintint les locomotives à vapeur en service. À l'heure de la fermeture, le chemin de fer comptait cinq locomotives à vapeur et quatre locomotives diesel en activité.

## Ingénierie
Le réseau ferroviaire initial était équipé de rails pesant 13,6 kilogrammes, imposant une restriction de charge par essieu à 5 tonnes. À des fins d'extension, certaines sections ont été aménagées sous la forme de "tramways", avec un abaissement du poids des rails à 20 ou même 15 kilogrammes. Pour améliorer la capacité de charge par essieu et augmenter la vitesse maximale au-delà de 32,2 kilomètres par heure, divers tronçons de la ligne ont été reconstruits dans les années 1950 avec des rails de 18,1 kilogrammes.
La majeure partie de la ligne fut édifiée avec une inclinaison de 1 pour 50, tandis que certaines sections présentèrent des pentes aussi abruptes que 1 pour 39. Quant à la ligne Hill Station, elle affichait une déclivité de 1 pour 22. On dénombrait quelque 139 ponts ayant une portée supérieure à 6,1 mètres le long de cette voie ferrée, le plus long d'entre eux mesurant six travées et atteignant une longueur totale de 218,24 mètres.

## Préservation

### Pays de Galles
À la clôture du chemin de fer en 1975, la dernière locomotive 2-6-2T Hunslet, numéro 85, ainsi que quatre wagons construits par la Gloucester Railway Carriage & Wagon Company en 1961, furent acquis par le Welshpool & Llanfair Light Railway (W&LLR) et transportés au Pays de Galles, arrivant en août de cette même année. Après une période de révision, deux des wagons furent mis en service sur le W&LLR en 1977, suivis de la locomotive en 1978.
À la suite d'une révision récente, la locomotive entama une nouvelle période de service en 1992. D'importantes réparations furent entreprises sur sa chaudière en 2000, permettant ainsi à celle-ci de reprendre son activité jusqu'en 2010, année où elle fut retirée du service en raison de la nécessité d'une nouvelle chaudière. En 2011, ladite locomotive fut mise en exposition au Musée national des chemins de fer de Shildon. Elle retourna à Llanfair Caereinion en 2017 dans le cadre d'une tournée nationale.
La West and North Wales Light Railway, privilégiant l'usage de wagons à balcon, a relégué les véhicules ferroviaires sierra-léonais à l'obsolescence à la fin des années 1990. Néanmoins, deux de ces wagons ont été restaurés avec soin durant les années 2007-2008, et depuis lors, ils sont apparus sporadiquement lors de missions spéciales.

### En Sierra Leone
Au Sierra Leone, un précieux ensemble de matériel roulant a été préservé dans les anciens ateliers ferroviaires afin de constituer un musée dédié. Parmi les locomotives conservées figurent un exemplaire rare de Garratt 4-8-2+2-8-4, un char Hunslet, ainsi que deux locomotives diesel. Le musée abrite également plusieurs autocars historiques, incluant celui utilisé par le gouverneur, ainsi qu'un véhicule spécialement préparé pour la visite de la reine Élisabeth II en 1961.
Malgré les périodes tumultueuses de guerre civile et de conflit armé, cette collection fut préservée, bien que les ateliers aient été utilisés comme centre pour les personnes déplacées. L'initiative de restaurer ces précieux équipements prit forme grâce à l'intervention du colonel Steve Davies de l'armée britannique, en 2004.
L'ancien président de la République de Sierra Leone, Ahmad Tejan Kabbah, manifesta son soutien lors d'une visite sur le site des ateliers, exprimant son appui à la restauration du musée et à la sauvegarde du patrimoine ferroviaire national. Aujourd'hui, le Musée national des chemins de fer de Sierra Leone, situé à Cline Town à Freetown, demeure ouvert au public. Depuis 2016, le musée bénéficie d'améliorations continues grâce à l'engagement constant d'une équipe de soutien dévouée, parmi laquelle le colonel Davies joue un rôle prépondérant.

## Voir également
- Transport ferroviaire en Sierra Leone
- Transports en Sierra Leone